# Steffen Faas
Steffen Faas es un piloto de automovilismo alemán que corre, principalmente, en la modalidad de carreras de camiones. Actualmente, compite en el Campeonato de Europa de Carreras de Camiones (ETRC) a bordo del Scania del Tankpool24 Racing.

## Trayectoria

### Inicios
Steffen Faas se inició en el mundo del automovilismo corriendo en tursimos, corriendo dos carreras de la SEAT León Supercup alemana en 2004. En 2005 corrió la Copa Volkswagen Polo de la ADAC, acabando décimo con un podium y una vuelta rápida. Al año siguiente mejoró hasta situarse cuarto en la general, con dos podios en diez carreras. Ganó el SEAT León Langstrecken Challenge en el año 2007.
Faas ganó la KTM X-BOW Battle en la categoría Élite en 2016 y 2017.

### Carreras de camiones
En 2017 debuta en el Campeonato de Europa de Carreras de Camiones de la mano del Team Schwabentruck. Logró puntuar en 4 de las 8 carreras que disputó ese año. Además, en la Copa Promotor consiguió cinco podios, siendo uno de ellos una victoria.
Al año siguiente ficha por el MB Motorsport para correr a tiempo completo. En la general luchó por entrar en los puntos durante toda la temporada, finalizando 24º con 20 unidades, mientras que en la Grammer Truck Cup fue subcampeón con cinco victorias y otros 17 podios, entre segundos y terceros puestos.
A finales de 2019 se anunció que Tankpool24 dejaba de patrocinar al equipo MB Motorsport para empezar a patrocinar a Steffen Faas, quien correría con un nuevo Scania en 2020. En abril ya tenían listo el camión. Comenzó la temporada puntuando en dos de las tres carreras que se corrieron en Most. En la Goodyear Cup consiguió dos podios en dos carreras, aunque ninguna fue victoria. Después, tras la cancelación de las carreras del ETRC en Zolder, compitió en el Campeonato Holandés de Carreras de Camiones. Puntuó en la primera carrera y llegó al podium en la segunda, pero no pudo correr las carreras del domingo. En la segunda prueba del europeo, Faas se subióa l podio de la Copa Promotor cuatro veces en cuatro carreras, haciéndolo en dos de ellas en los más alto. Además, entró entre los siete primeros de la general en todas ellas. No obstante, cuando peleaba por ser cuarto en la general y ser campeón en la Copa Promotor (marchaba primero por entonces), el campeonato fue cancelado debido a la crisis del coronavirus.

## Resultados

### Resultados en el Campeonato de Europa de Carreras de Camiones
| Año  | Camión        | N.º | Pilotos            | 1      | 1       | 1      | 1      | 2       | 2      | 2      | 2      | 3      | 3      | 3      | 3      | 4      | 4      | 4      | 4       | 5      | 5      | 5      | 5      | 6       | 6      | 6      | 6      | 7       | 7       | 7      | 7      | 8     | 8     | 8      | 8      | 9   | 9   | 9   | 9   | Posición | Puntos |
| ---- | ------------- | --- | ------------------ | ------ | ------- | ------ | ------ | ------- | ------ | ------ | ------ | ------ | ------ | ------ | ------ | ------ | ------ | ------ | ------- | ------ | ------ | ------ | ------ | ------- | ------ | ------ | ------ | ------- | ------- | ------ | ------ | ----- | ----- | ------ | ------ | --- | --- | --- | --- | -------- | ------ |
| 2017 | Iveco         | 28  | Team Schwabentruck | RBR    | RBR     | RBR    | RBR    | MIS     | MIS    | MIS    | MIS    | NUR 11 | NUR 8  | NUR 13 | NUR C  | SVK 9  | SVK 9  | SVK 10 | SVK Ret | HUN    | HUN    | HUN    | HUN    | MOS     | MOS    | MOS    | MOS    | ZOL     | ZOL     | ZOL    | ZOL    | LMS   | LMS   | LMS    | LMS    | JAR | JAR | JAR | JAR | 15º      | 8      |
| 2018 | Mercedes-Benz | 24  | Tankpool24 Racing  | MIS 10 | MIS Ret | MIS 15 | MIS 10 | HUN 11  | HUN 9  | HUN 11 | HUN 15 | NUR 13 | NUR 14 | NUR 13 | NUR EX | SVK 11 | SVK 10 | SVK 8  | SVK 8   | MOS 12 | MOS 10 | MOS 11 | MOS 11 | ZOL Ret | ZOL 11 | ZOL 11 | ZOL 8  | LMS DSQ | LMS Ret | LMS 17 | LMS 12 | JAR 9 | JAR 8 | JAR 14 | JAR 11 |     |     |     |     | 24º      | 20     |
| 2020 | Scania        | 24  | Tankpool24 Racing  | MOS 12 | MOS 9   | MOS 8  | MOS C  | HUN 5   | HUN 6  | HUN 6  | HUN 7  |        |        |        |        |        |        |        |         |        |        |        |        |         |        |        |        |         |         |        |        |       |       |        |        |     |     |     |     | -        | -      |
| 2021 | Scania        | 24  | Tankpool24 Racing  | HUN 7  | HUN C   | HUN 10 | HUN 10 | MOS Ret | MOS 13 | MOS 14 | MOS 11 | ZOL 10 | ZOL 12 | ZOL 12 | ZOL 10 | LMS 8  | LMS 6  | LMS 6  | LMS 10  | JAR 12 | JAR 12 | JAR 13 | JAR 10 | MIS 12  | MIS 9  | MIS 10 | MIS 10 |         |         |        |        |       |       |        |        |     |     |     |     | 13º      | 23     |

### Resultados en la Promoter's Cup del ETRC
| Año  | Camión        | N.º | Pilotos            | 1     | 1       | 1     | 1     | 2       | 2     | 2     | 2     | 3     | 3     | 3     | 3      | 4     | 4     | 4     | 4       | 5     | 5     | 5     | 5     | 6       | 6     | 6     | 6     | 7       | 7       | 7     | 7     | 8     | 8     | 8     | 8     | 9   | 9   | 9   | 9   | Posición | Puntos |
| ---- | ------------- | --- | ------------------ | ----- | ------- | ----- | ----- | ------- | ----- | ----- | ----- | ----- | ----- | ----- | ------ | ----- | ----- | ----- | ------- | ----- | ----- | ----- | ----- | ------- | ----- | ----- | ----- | ------- | ------- | ----- | ----- | ----- | ----- | ----- | ----- | --- | --- | --- | --- | -------- | ------ |
| 2017 | Iveco         | 28  | Team Schwabentruck | RBR   | RBR     | RBR   | RBR   | MIS     | MIS   | MIS   | MIS   | NUR 3 | NUR 2 | NUR 4 | NUR C  | SVK 2 | SVK 1 | SVK 2 | SVK Ret | HUN   | HUN   | HUN   | HUN   | MOS     | MOS   | MOS   | MOS   | ZOL     | ZOL     | ZOL   | ZOL   | LMS   | LMS   | LMS   | LMS   | JAR | JAR | JAR | JAR | 10º      | 71     |
| 2018 | Mercedes-Benz | 24  | Tankpool24 Racing  | MIS 3 | MIS Ret | MIS 5 | MIS 1 | HUN 3   | HUN 1 | HUN 3 | HUN 7 | NUR 3 | NUR 2 | NUR 3 | NUR EX | SVK 4 | SVK 3 | SVK 1 | SVK 1   | MOS 3 | MOS 2 | MOS 2 | MOS 2 | ZOL Ret | ZOL 3 | ZOL 3 | ZOL 1 | LMS DSQ | LMS Ret | LMS 7 | LMS 2 | JAR 2 | JAR 2 | JAR 5 | JAR 3 |     |     |     |     | 2º       | 277    |
| 2020 | Scania        | 24  | Tankpool24 Racing  | MOS 5 | MOS 3   | MOS 2 | MOS C | HUN 1   | HUN 2 | HUN 1 | HUN 2 |       |       |       |        |       |       |       |         |       |       |       |       |         |       |       |       |         |         |       |       |       |       |       |       |     |     |     |     | -        | -      |
| 2021 | Scania        | 24  | Tankpool24 Racing  | HUN 2 | HUN C   | HUN 3 | HUN 3 | MOS Ret | MOS 5 | MOS 6 | MOS 5 | ZOL 3 | ZOL 4 | ZOL 4 | ZOL 3  | LMS 3 | LMS 2 | LMS 2 | LMS 2   | JAR 3 | JAR 5 | JAR 5 | JAR 3 | MIS 5   | MIS 4 | MIS 3 | MIS 3 |         |         |       |       |       |       |       |       |     |     |     |     | 3º       | 204    |

### Resultados en el Campeonato Holandés de Carreras de Camiones
| Año  | Camión | N.º | Equipo            | 1   | 1   | 1   | 1   | 2     | 2     | 2       | 2       | Posición | Puntos |
| ---- | ------ | --- | ----------------- | --- | --- | --- | --- | ----- | ----- | ------- | ------- | -------- | ------ |
| 2020 | Scania | 24  | Tankpool24 Racing | LAU | LAU | LAU | LAU | ZOL 4 | ZOL 3 | ZOL DNS | ZOL DNS | -        | -      |